# Perfect (Exceeder)
«Perfect (Exceeder)» es una canción de electro house, colaboración entre el músico neerlandés Mason y la rapera estadounidense Princess Superstar. La pista es un mashup entre la base instrumental de Mason Exceeder (2006) y el single de la artista norteamericana Perfect, de 2005.

## Videoclip
El video musical fue dirigido por Marcus Adams. Está protagonizada por las modelos Lauren Ridealgh, Casey Batchelor y Lisa Shepley como gimnastas que imitan la letra interpretada por Princess Superstar. Valentina Bodorova aparece como una auténtica gimnasta rítmica actuando como doble de cuerpo.

## Recepción de la crítica
En la 23.ª edición de los Annual International Dance Music Awards, Perfect (Exceeder) fue nominada en la categoría "Best Breaks/Electro Track", pero perdió ante Love Is Gone de David Guetta.

## Posición en listas
| Listas (2007)                       | Posición más alta |
| ----------------------------------- | ----------------- |
| Alemania (Official German Charts)   | 69                |
| Bélgica (Ultratop Dance - Flandes)  | 1                 |
| Bélgica (Ultratop Dance - Valonia)  | 1                 |
| Escocia (Scottish Albums Chart)     | 3                 |
| España (PROMUSICAE)                 | 10                |
| Finlandia (Suomen virallinen lista) | 5                 |
| Hungría (Dance Top 40)              | 20                |
| Irlanda (IRMA)                      | 11                |
| Países Bajos (Nederlandse Top 40)   | 17                |
| Países Bajos (Dutch Single Top 100) | 11                |
| Reino Unido (UK Singles Chart)      | 3                 |
| Reino Unido (UK Dance Chart)        | 1                 |
| Suecia (Sverigetopplistan)          | 60                |